# Rhododendron sugaui
Rhododendron sugaui är en ljungväxtart som beskrevs av Graham Charles George Argent. Rhododendron sugaui ingår i släktet rododendron, och familjen ljungväxter. Inga underarter finns listade i Catalogue of Life.